# Hinky Harris
William Edward Harris (noto come Hinky Harris; Toronto, 29 luglio 1936 – Toronto, 20 settembre 2001) è stato un hockeista su ghiaccio e allenatore di hockey su ghiaccio canadese.
Giocò nella National Hockey League soprattutto con la maglia dei Toronto Maple Leafs.

## Carriera

### Giocatore
Harris crebbe a livello giovanile nella Ontario Hockey Association disputando cinque stagioni con la maglia dei Toronto Marlboros. Nella stagione 1955-1956 esordì fra i professionisti in National Hockey League con i Toronto Maple Leafs. Harris rimase a Toronto per dieci stagioni consecutive, oltre a due prestiti in American Hockey League con il farm team dei Rochester Americans, conquistando tre Stanley Cup consecutive e quattro chiamate per l'NHL All-Star Game.
Nell'estate del 1965 fu coinvolto nello scambio di numerosi giocatori e finì ai Detroit Red Wings. Dopo aver giocato 24 partite a Detroit nella stagione 1965-1966 Harris fu ceduto alla formazione affiliata in AHL dei Red Wings, i Pittsburgh Hornets. Lì vi trascorse l'intera stagione 1966-67 portando Pittsburgh alla conquista del titolo della Calder Cup.
Nel 1967 la National Hockey League si espanse da sei a dodici franchigie e Harris fu scelto durante l'NHL Expansion Draft dagli Oakland Seals. All'inizio della stagione successiva passò ai Pittsburgh Penguins, l'ultima squadra per cui giocò prima del ritiro al termine della stagione 1968-1969.

### Allenatore
Al termine della carriera da giocatore Harris fu scelto come allenatore della nazionale svedese in vista del campionato mondiale del 1972. Successivamente allenò per due anni in World Hockey Association gli Ottawa Nationals e i Toronto Toros per poi guidare il Team Canada nella Summit Series 1974 contro l'URSS.
Harris qualche anno più tardi fu il vice allenatore degli Edmonton Oilers di Glen Sather, mentre concluse la propria avventura da allenatore nel 1984 dopo due stagioni con i Sudbury Wolves nella OHL. Morì di leucemia nel settembre del 2001.

## Palmarès

### Giocatore

#### Club
- Stanley Cup: 3

Toronto: 1961-1962, 1962-1963, 1963-1964
- Calder Cup: 2

Rochester: 1964-1965
Pittsburgh Hornets: 1966-1967

#### Individuale
- NHL All-Star Game: 4

1958, 1962, 1963, 1964

### Allenatore

#### Individuale
- Howard Baldwin Trophy: 1

1973-1974